# Opel Rekord

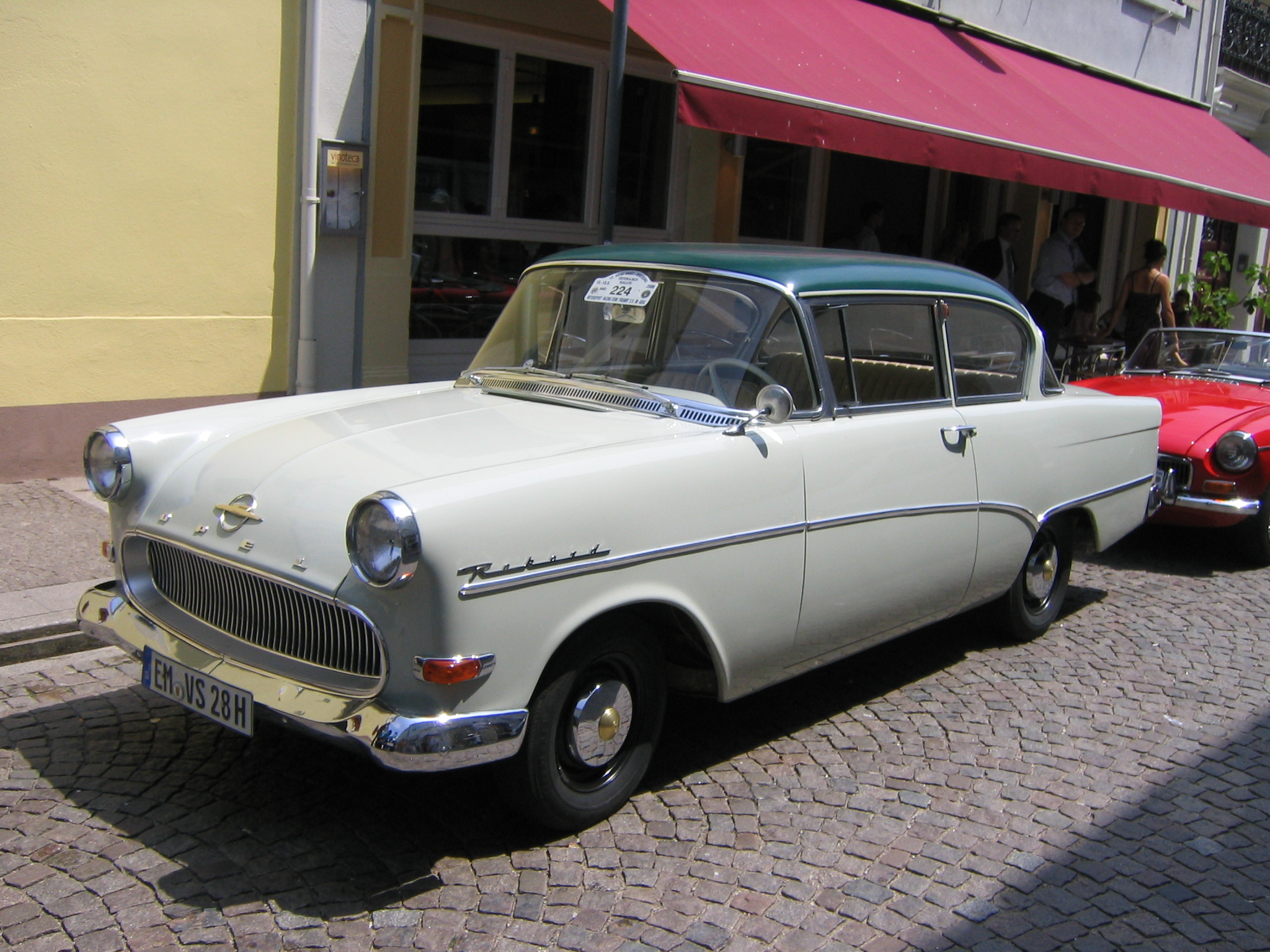
Opel Rekord P1

De Opel Rekord was een autotype van de autofabrikant Opel. Het middenklassevoertuig was in productie van 1953 (echter onder de naam Olympia Rekord) tot en met 1986. De wagen werd in Duitsland en België gebouwd en daarnaast geassembleerd in Zwitserland (onder de naam Rekord Ascona). De productie bedroeg circa tien miljoen exemplaren. Toen de productie van de Rekord beëindigd werd, werd deze vervangen door de Omega.
De Olympia- en Rekordmodellen waren vooral werkpaarden. De nadruk lag steeds bij lage onderhoudskosten, duurzaamheid en functionaliteit. Daarbij werd de vorm steeds aangepast aan de smaak van de tijd. Vanaf de jaren 1960 werd het gamma van uitvoeringen zeer uitgebreid. Door de hoge productieaantallen en de robuuste, ongecompliceerde techniek zijn nog relatief veel Rekords in gebruik of in het bezit van liefhebbers.

## Modellen
- Opel Olympia Rekord (1953–1957)
- Opel Rekord P1 (1957–1960)
- Opel Rekord P2 (1960–1963)
- Opel Rekord A (1963–1965)
- Opel Rekord B (1965–1966)
- Opel Rekord C (1966–1972)
- Opel Rekord D (1971–1977, reeds in productie voordat de productie van de Rekord C beëindigd was)
- Opel Rekord E (1977–1986)

## Voorlopers
In 1935 lanceerde Opel ter gelegenheid van de Olympiade van Berlijn van 1936 een voor die tijd vooruitstrevende auto: de Olympia. Deze eerste productieauto met volledig zelfdragende carrosserie zou de technische basis leggen voor alle Opelmodellen voor de komende dertig jaar. Hoofdingenieur Karl Stief stond aan de leiding van de ontwikkeling, die twee jaar duurde en zo'n twee miljoen testkilometers besloeg, van de Sahara tot Lapland. De techniek was in nauwe samenwerking met General Motors Detroit ontwikkeld: een gietijzeren viercilinder kopklepmotor in lijn, met als bijzonderheid een viermaal gelagerde krukas en contragewicht tussen de tweede en derde cilinder, een drieversnellingsbak, starre achteras, onafhankelijke voorwielophanging met Dubonnet-wrijvingsschokdempers en gekapselde schroefveren en een gesloten koelsysteem. De sedanversie werd geleverd met stalen of linnen dak (Cabrio-limousine genaamd) en er was een bestelvariant met derde deur.
Om geen enkel risico te nemen met de kwaliteit van de zelfdragende carrosserie was voor de dragende delen bijzonder zwaar plaatwerk gebruikt. Ook maakte de constructie kreukelzônes mogelijk, wat in de jaren 30 nog lang niet gebruikelijk was.
In juni 1936 reden twee Olympia's van Rüsselsheim naar Athene en stopten op de openingsdag van de Olympische spelen voor het nieuwe Olympisch stadion in Berlijn met aan boord de Olympische vlam. Een prachtige reclamestunt natuurlijk, net als de tien Olympia's die dat jaar meededen in de Transalpine Rally waarmee de eerste negen plaatsen werden behaald.
De Olympia was echter in de eerste plaats een kwaliteitsauto voor Jan Modaal voor een prijs van 2500 Reichsmark en verkocht uitstekend. Mede door dit model werd Opel de grootste autoproducent van Europa met 120.000 stuks per jaar. In 1936 werd een vereenvoudigde versie op de markt gebracht onder de naam Kadett. Het voorlopige einde werd ingeluid door het begin van de Tweede Wereldoorlog. Opel schakelde over op productie van oorlogsmaterieel en in oktober 1940 liep de laatste Olympia van de band. Opel kon toen nog juist aankondigen de miljoenste auto te hebben geproduceerd. De Olympiamotor en -versnellingsbak werden gedurende de hele oorlog gebruikt in allerhande legermaterieel.
De fabrieken in Rüsselsheim waren in de oorlog vrijwel verwoest. Het eerste model dat uit de deels herbouwde fabriek rolde, was in januari 1946 de Blitz bestelwagen. Opel wilde ook de personenautoproductie opstarten en omdat de Kapitän de Blitz zescilindermotor had, zou dit de meest logische keuze zijn geweest. De Amerikaanse bezettingsmacht verbood de productie van auto's boven de 1500 cc en de Kadett-productielijn in Brandenburg was in het kader van herstelbetalingen verdwenen naar Moskou, zodat de enige Opel personenwagen die kon worden geproduceerd, de Olympia was.

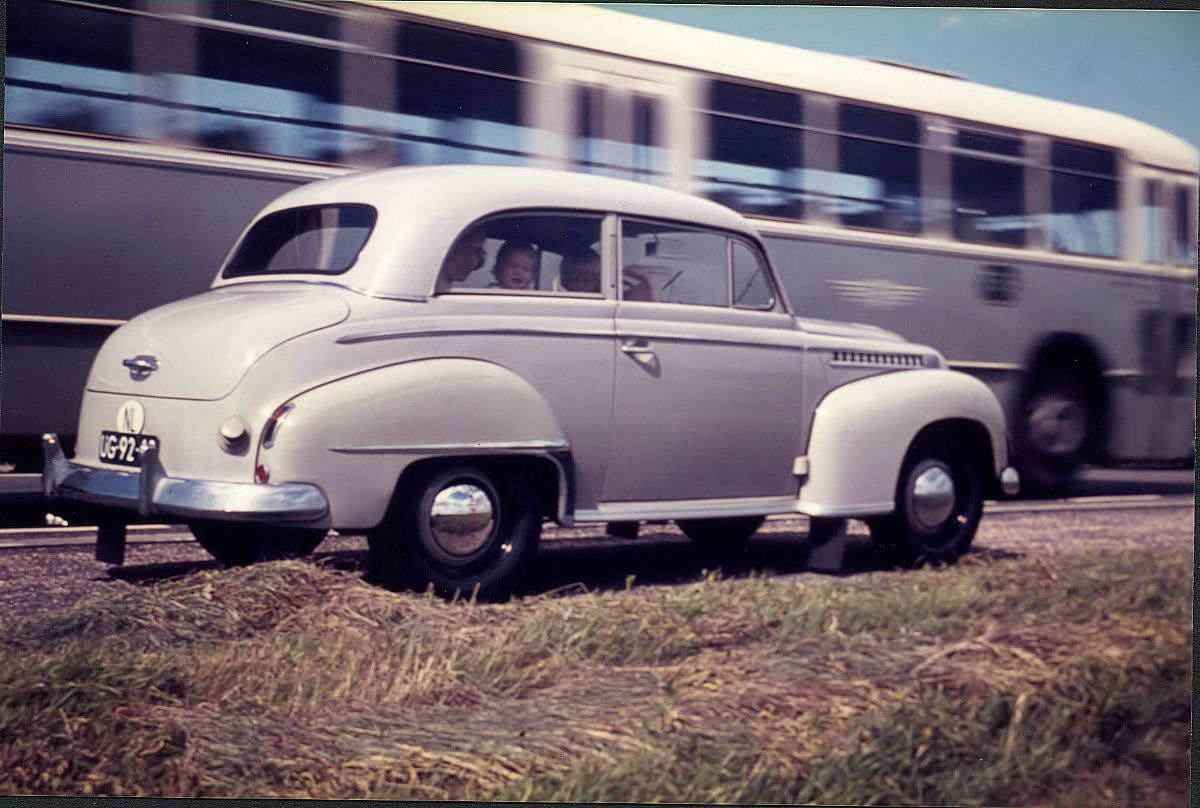
Opel Olympia van 1952

In november 1946 kwamen de eerste naoorlogse Olympia's van de band: technisch vrijwel gelijk aan het model van 1936 maar met een 37 pk 1500 cc motor, een verbeterde voorwielophanging en, uit materiaalgebrek, zonder ook maar een spatje chroom. De topsnelheid was 115 km/u.
Het vooroorlogse model kreeg belangrijke modificaties in 1950 en 1951. De carrosserie kreeg andere spatschermen, een Kapitän-achtige verchroomde grille, het reservewiel verhuisde naar de kofferruimte, het dashboard werd vernieuwd en er kwam stuurversnelling. In 1953 viel uiteindelijk het doek voor het oorspronkelijk uit 1935 stammende Olympiamodel en was tevens de jaarproductie terug op het vooroorlogse niveau.

## Olympia Rekord 1953

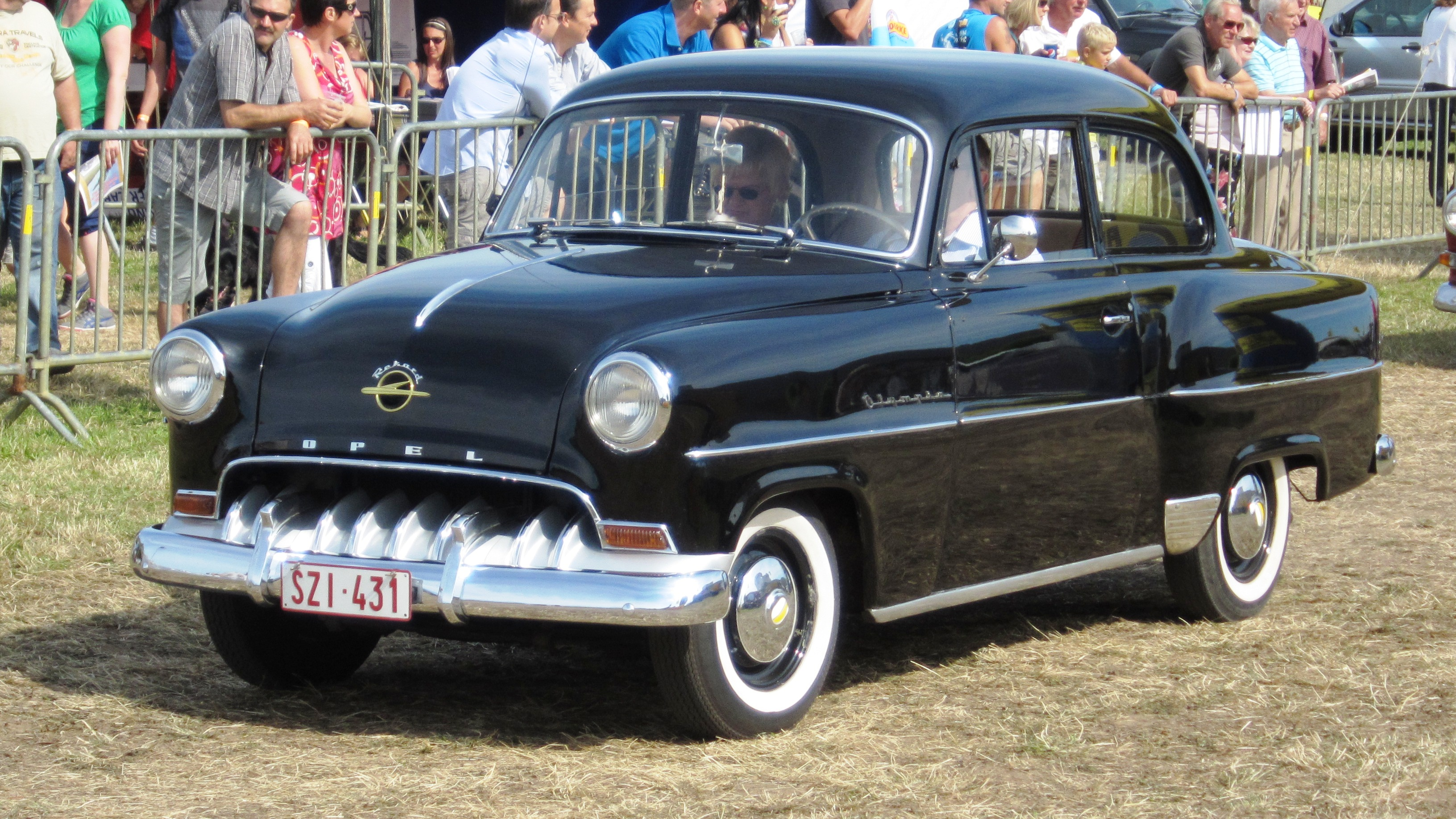
Opel Olympia Rekord van 1953

De Olympia Rekord verscheen in 1953 met een moderne carrosserie in pontonvorm, in open en gesloten versies. De techniek was bekend: de 1500 cc viercilindermotor leverde inmiddels 40 pk en was gekoppeld aan een drieversnellingsbak. Doordat de nieuwe zelfdragende carrosserie lichter en stijver was geworden haalde de auto nu een top- en kruissnelheid van 120 km/u.
Tijdens de jaren 1950 hanteerde Opel een Amerikaanse marktstrategie: elk jaar een modernisering van het uiterlijk, maar steeds met minimale technische wijzigingen. De Volkswagen veranderde jaar na jaar nauwelijks, andere Europese merken brachten periodiek een totaal nieuw grondconcept op de markt, maar de Opel (Olympia) Rekord bleef er ergens tussenin: jaar na jaar werd de vorm en aankleding aangepast aan moderne eisen, in de techniek werd alleen het noodzakelijke gemoderniseerd. Daardoor bleef de Opel niet alleen betaalbaar; maar men wist ook wat men kreeg. Geen spannende prestaties, maar ook geen vervelende kinderziekten. De Opel kreeg daardoor een degelijke maar ietwat burgerlijke reputatie. De meeste bezitters lagen daar niet van wakker: er waren voor dit model Olympia Rekord 129.000 rijders te vinden.

## Olympia Rekord 1955
In 1955 kreeg de Opel een nieuwe grille met “haaientanden” en een motor met een verhoogd koppel. Verder veranderde er eigenlijk niets. De verkopen waren stabiel en hoog, zodat de Opels niet meer weg te denken waren uit het straatbeeld. 125.000 reden de showrooms uit.

## Olympia Rekord 1956
In 1956 verdwenen de haaientanden en kreeg de Opel een verchroomde grille. Daarachter hadden de technici de motor onder handen genomen en er 5 pk méér uit getoverd. De topsnelheid ging naar 122 km/u, en dat alles voor een verlaagde prijs. In een jaartje werden er 139.000 aan de man (toen nog meestal wel) gebracht.

## Olympia Rekord 1957
De carrosserie (die oorspronkelijk stamde uit 1953) werd in 1957 flink onder handen genomen, de Olympia Rekord werd strakker aan de flanken en kreeg een lagere daklijn. De drieversnellingsbak was nu volledig gesynchroniseerd. Opel verkocht er 162.000.

## Olympia Rekord P1 1957

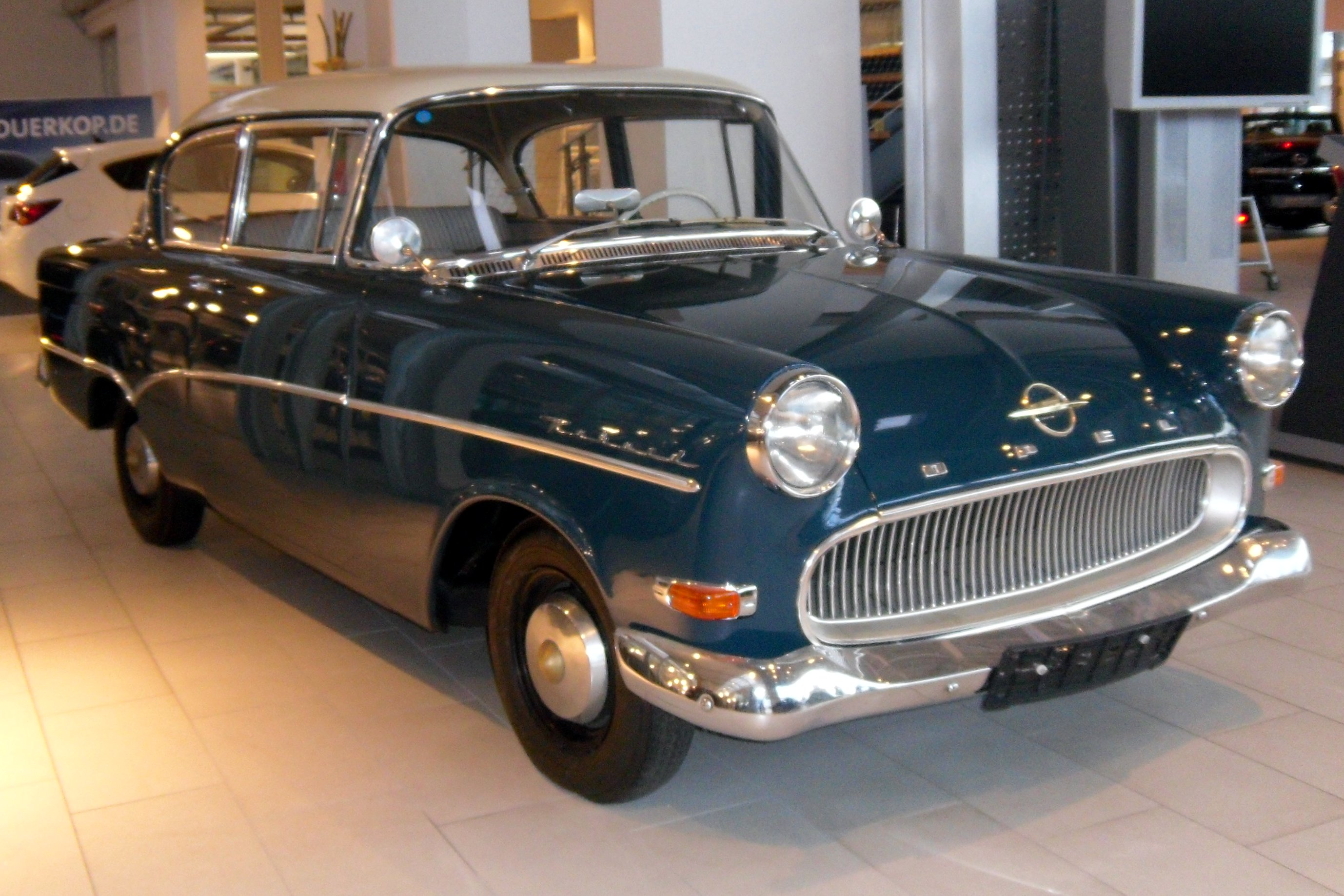
Opel Rekord P1

De Olympia Rekord ging met de Amerikaanse mode mee met zijn panoramische ruiten en vele chroom. Het benadrukte een geheel nieuw, groter koetswerk. Ten opzichte van zijn voorganger was hij 20 cm langer, 4 cm lager en 6 cm breder geworden. Er kwamen tweekleurenschema's, banden met witte zijkanten, een ruimer interieur en dito kofferbak. Er kwamen twee- en vierdeursversies en drie- en vijfdeurs stationcars. Naast de 1500 cc motor kwam nu ook een tot 1700 cc opgeboorde versie ter beschikking, die 55 pk leverde bij 4000 toeren per minuut en een topsnelheid gaf van 135 km/u.
Vanaf 1958 kwam een halfautomatische versnellingsbak beschikbaar, de "Olymat", of beter gezegd: de Fichtel & Sachs "Saxomat". Auto's die hiermee waren uitgerust, hadden geen koppelingspedaal nodig; men kon schakelen en wegrijden dankzij de centrifugaalkoppeling en tijdens het rijden schakelen zodra het gaspedaal werd losgelaten, doordat middels het vacuüm in het inlaatspruitstuk werd ontkoppeld.
Door al deze nieuwigheden was de P1 aanzienlijk duurder geworden dan zijn voorganger en dat kon klanten gaan kosten. Daarom kwam er een uitgeklede versie met verkleinde motor op de markt, de Opel 1200, die tot 1962 zou doorlopen. De Rekord P1 werd een doorslaand succes, in drie jaar werden er ruim 787.000 geproduceerd. Hoeveel knieën er bezeerd zijn aan de puntige, ver naar binnen stekende A-stijl is niet bekend.

## Olympia Rekord P2 1960
De P2 had een wat meer Europese uitstraling. De panoramische ruiten waren verdwenen en er was geen verchroomd lijnenspel meer nodig om de fraaie lijn te verbeteren; die had de auto zo ook wel. Naast de standaardversie kwam er een luxe model “L” met tweekleurenschema, fraaiere bekleding, voorstoelen in plaats van een bank en wat extra accessoires. Op de IAA in Frankfurt lanceerde Opel in 1961 een coupéversie en een cabriolet, die nu door de liefhebbers in goud worden gewogen maar destijds de bijnaam “rijdende kofferbak” kreeg door de wat vreemd uitgevallen verhouding tussen voor- en achterzijde; een duurdere auto met minder binnenruimte. Technisch bleef alles bij het oude-vertrouwde en zo ook de verkoopcijfers: 755.000 exemplaren verlieten in drie jaar tijd de poort.

## Rekord A 1963
Begin jaren 1960 wilde Opel afrekenen met het bedaagde imago van een auto voor gleufhoedendragers en ambtenaren. De concurrentie stond dan ook niet stil: BMW introduceerde met de "neue Klasse" een ruime, sportieve en kwalitatief hoogwaardige gezinsauto. Ford moderniseerde de Taunus-serie ingrijpend met fraai gestroomlijnde modellen. DKW kwam met de ruime F102 op de markt. De trend om Europese auto's vorm te geven als kleine Amerikaantjes leek bovendien voorgoed voorbij.

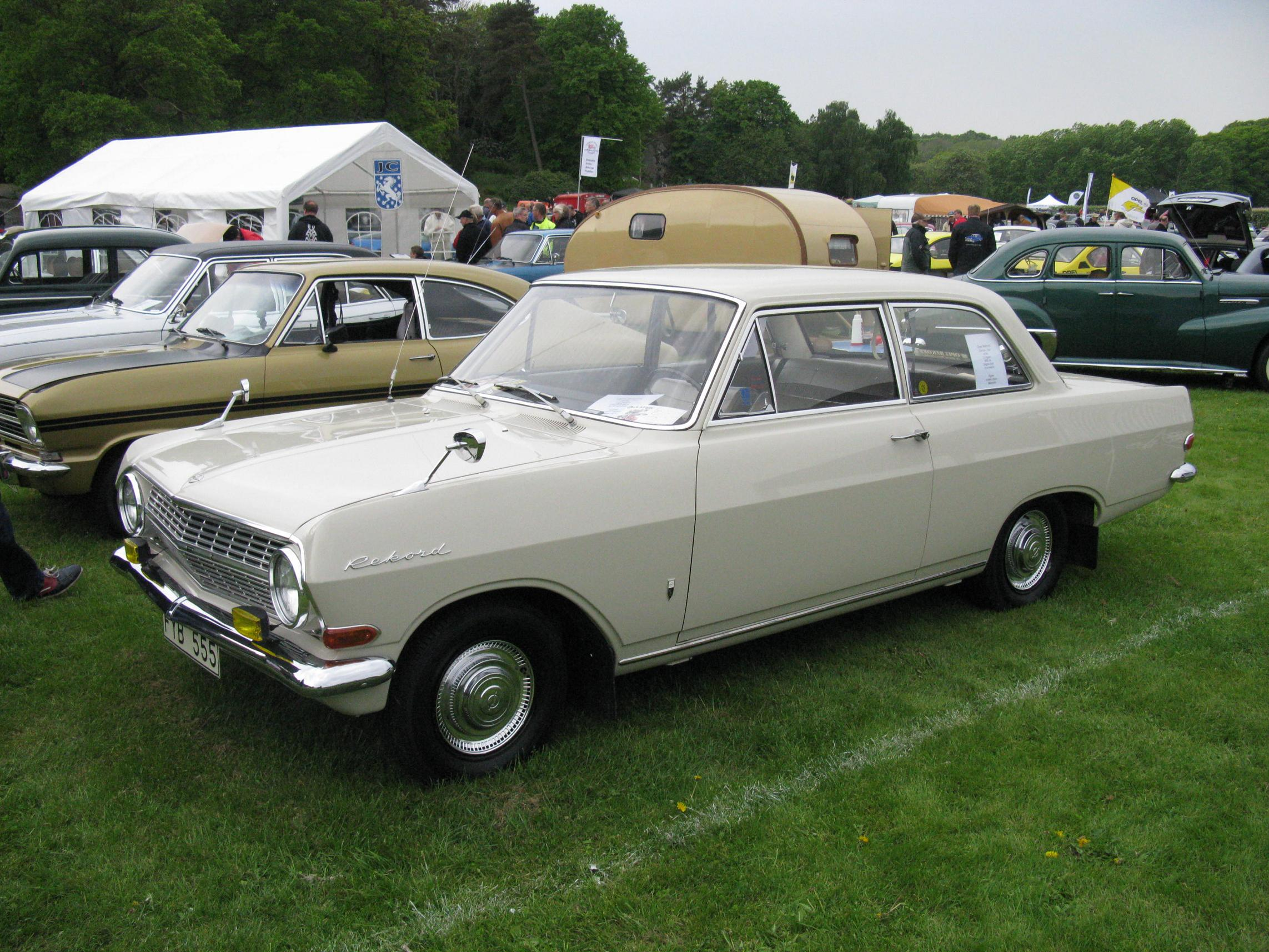
Opel Rekord A

De Rekord A kreeg een zeer strak vormgegeven carrosserie die wederom ruimer was geworden en die in frisse kleuren werd gespoten, op verzoek met een in zwart of wit gespoten dak. Metallic lak werd leverbaar. De zijramen waren gewelfd, destijds een unicum, de 1500- en 1700 motoren waren opgevoerd naar respectievelijk 55 en 67 pk. De cardanas bestond uit twee delen om de bodemplaat lager te kunnen leggen, er kwamen schijfremmen op de voorwielen en voor het eerst ook een rembekrachtiger. Onder de lange motorkap was een overvloed aan ruimte en deze werd in 1964 goed gevuld met de 2600 cc zescilinder Kapitän-motor, goed voor 100 pk en een top van 170 km/u.
Dergelijke hoge snelheden rijden was met deze Rekord niet altijd verstandig, in elk geval niet op slechte wegen of met harde zijwind. De wielophanging was ongewijzigd overgenomen van de Rekord PII, terwijl de A groter en zwaarder was. Onder de brede carrosserie viel vooral de relatief smalle spoorbreedte op.
Net als de Kadett A van 1963 was de Rekord A "zelfsmerend": alle 42 smeerpunten die de vooroorlogse Olympia nog had waren eindelijk vervallen.
De Rekord A was leverbaar als tweedeurs- en vierdeurs limousine, tweedeurs coupé, driedeurs stationwagen (“Caravan”) en als bestelwagen, in twee uitvoeringen (standaard en luxe), met stuur- of vloerversnelling, met drie- of vierversnellingsbak en met drie verschillende motoren. Zowel Autenrieth als Deutsch bouwden cabrioletversies. Maar vernieuwing was al snel weer noodzakelijk: de techniek van de vooroorlogse motoren en versnellingsbakken liep tegen grenzen aan. Een verdere vermogensstijging was met de vooroorlogse vier- en zescilinders niet mogelijk zonder aan de levensduur te tornen. Een nieuwe motorenreeks werd gedurende de looptijd van de Rekord A ontwikkeld en getest. Deze vier- en zescilindermotoren zouden de komende 30 jaar in alle Opelmodellen dienstdoen, tussen de kleinere Kadettmotor en de V8-motor van de Diplomat. De nieuwe motor en aandrijflijn kwamen voor de Rekord beschikbaar in 1965, Opel modificeerde het Rekord A koetswerk hier en daar en zo ontstond de Rekord B.
Maar voorlopig waren er nog altijd 864.000 Rekord A-kopers te vinden.

## Rekord B 1965
De Rekord B had een licht gewijzigde carrosserie van de A, maar met geheel nieuwe techniek daaronder. In plaats van ronde had hij vierkante koplampen en bij de achterlichten was dat precies andersom. Hij was bedoeld als tussenmodel terwijl de "C" al werd getest en bleef nog geen jaar in productie.
Onder de motorkap vond men nu een gietijzeren viercilindermotor met de nokkenas in de cilinderkop, de zogenaamde CIH (camshaft-in-head) motor die nog decennia gebruikt zou gaan worden. Deze had een cilinderinhoud van 1500, 1700 of 1900 cc en een vermogen tussen 60 en 90 pk. De krukas was nu vijfmaal gelagerd. De lange, dubbele distributieketting werd hydraulisch gespannen. Aan de motor was een enkelvoudige droge plaatkoppeling met diafragmaveer gemonteerd en een vernieuwde drie- of vierversnellingsbak met stuur- of vloerschakeling of een Olymat-halfautomaat. De S-motoren hadden een dubbel uitlaatspruitstuk en de 1900S een registercarburateur. De motor had positieve carterventilatie, waardoor er geen oliedampen meer in de motorruimte konden vrijkomen zoals bij de voorganger. Alle versies kregen een automatische choke.
De zescilindermotor in de Rekord bleef de 2.6 Kapitän-motor van 100 pk. Auto’s met deze motor waren van veraf te herkennen door de driedubbele in plaats van dubbele ronde achterlichten. De reden was simpel: de nieuwe zescilinder paste niet in de oude carrosserie. Daarmee was de Rekord B de laatste Opel personenauto die voorloorlogse techtniek aan boord had (deze motor uit 1936 zou tot 1972 worden gebruikt in de Blitz bestelauto).
De Rekord B was de eerste Opel met een 12-voltsinstallatie. De achteras was iets verbreed, maar de constructie was verder ongewijzigd, zodat terecht in de pers werd opgemerkt dat het motorvermogen, met name van de 90 pk 1900cc- en de 100 pk 2600cc-motoren, inmiddels te hoog was voor het onderstel, of andersom natuurlijk. Bij vol accelereren voelde men gewoon de achteras wringen aan de bladveren. De Rekord B werd slechts elf maanden geproduceerd, zijn opvolger stond al klaar. In die elf maanden liepen er toch nog 288.000 van de band.

## Rekord C 1966
De Rekord C werd leverbaar in december 1965. Chuck Jordan (ook bekend van de Opel GT en de Manta A) tekende de vloeiende carrosserielijnen met iets opgetrokken 'heupen', de zogenoemde 'Coke bottle shape' die in deze jaren ook bij de modellen van GM-dochter Vauxhall te zien was. De wagen bood een royaal interieur met (voor het eerst sinds 1953) ronde instrumenten, een iets kleinere kofferruimte maar daardoor méér beenruimte achterin. Met een lengte van 4.72 m was het de grootste Rekord van de hele reeks. Dit model zou een lang leven krijgen: tot 1972 bleef de C in productie. Ook de individuele wagens hadden een lang leven want de C was zeer robuust gebouwd.

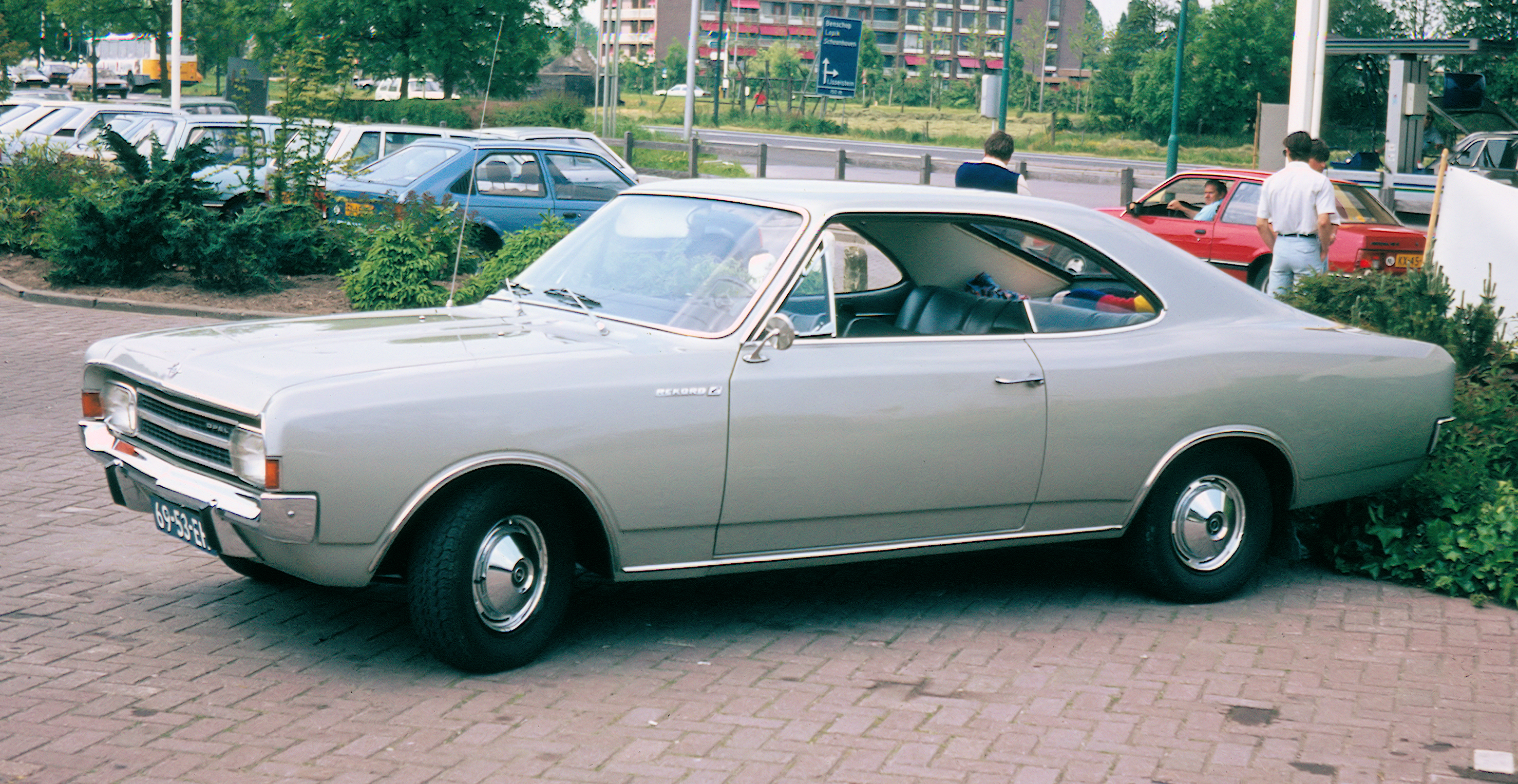
Opel Rekord C coupé

De belangrijkste vernieuwing was zonder meer de nieuwe wielophanging; de starre achteras had nu schroefveren, langsdragers, reactiestangen en een dwarsstabilisator. De vooras had de oude bekende triangels met schroefveren, maar nu ook een dwarsstabilisator om het overhellen in bochten tegen te gaan. Daarmee was de wegligging weer “op stand”, hoewel op slechte wegen minder goed dan bij auto's met onafhankelijke achterwielophanging zoals de BMW en de Mercedes-Benz.
Het motorengamma besloeg de CIH-motor in een veelvoud van uitvoeringen: 1500N (50 pk), 1700N (60 pk), 1700S (75 pk), 1900N (75 pk), 1900S (90 pk) viercilinders en een 2200S (110 pk) zescilinder. Omdat alle motoren een gelijke slag hadden, kwam de variatie uit de boring. Dit had als gevolg, dat de 1500 een zeer soepele langeslagmotor was en de 1900 een korteslagmotor die een flink toerental nodig had. De 1700 (en uiteraard de 2500 zescilinder) was vrijwel "vierkant" en had eigenlijk de vlakste koppelcurve. De 1500- en 1700 motoren waren in de N-versie verkrijgbaar met een drieversnellingsbak, de S-motoren hadden standaard een vierversnellingsbak, al naargelang uitvoering met stuur- of vloerschakeling.
En dan de carrosserievarianten. De coupé was ditmaal uitgevoerd als hardtop, dus met open ramen was er geen B-stijl hoewel door een ontwerpfout de achterraampjes nét niet helemaal naar beneden konden. Verder waren er de twee- en vierdeurs, een Caravan met drie of vijf deuren, een driedeurs bestelwagen en een cabriolet die speciaal bij Baur in Osnabrück werd gemaakt en waar maar weinig van verkocht zijn. De luxemodellen onderscheidden zich van de standaardversies door chromen wiel- en daklijsten, tapijt, slaapstoelen, mooiere bekleding, meer opbergvakjes en - voor wie met de mode mee wilde doen - een zwart vinyldak.
In de geest van de tijd werd extra aandacht besteed aan passieve veiligheid. Zo had de C een gescheiden remsysteem met remkrachtverdeler op de achteras, standaard rembekrachtiging en schijfremmen op de voorwielen, een veiligheidsstuurkolom en (indien van toepassing) veiligheidsversnellingsstang, kreukelzônes voor en achter, veiligheidssloten op de portieren en een veiliger plaats voor de benzinevuldop (achter de nummerplaat in plaats van in het achterspatbord). Gordels werden niet standaard geleverd, maar er waren wel bevestigingspunten.
Om Mercedes-Benz te beconcurreren in de taxibranche kon de Rekord C worden geleverd met een Peugeot-Indenor dieselmotor en een verlengd koetswerk.
In 1967 ontstond vanuit de Rekord C een heel nieuwe modellenlijn: de Commodore A. Deze had een Rekord carrosserie met extra veel chroom en een andere grille, een interieur met veel imitatiehout en de zescilinder CIH-motoren van de Kapitän en Admiral. Deze 2500 S-motor leverde 120 pk, de 2500 GS kwam aan 130 pk. Topstuk was de 2500 GS/E met Bosch L-jetronic benzine-inspuiting en 150 pk, waarmee de Commodore 2500 GSE een van de snelste Europese reiswagens werd, sneller dan de Porsche 911 en ook sneller dan rivaal BMW 2500. Het verbruik was pré-energiecrisis hoog (tussen 1:6 en 1:8) en de Commodore kreeg daarom een tank die 70 liter gelode superbenzine opslokte. Met de komst van de Commodore werd al één jaar na de introductie de Rekord 2200 pk"six" uit het leveringsprogramma genomen, zodat dit nu een zeldzame versie is.
Voor de sportieve Rekordrijder kwam in 1968 de Rekord Sprint: een sportcoupé met de 1900 HL (hochleistung) viercilinder die voorzien was van een scherpere nokkenas en twee carburateurs. De Sprint had een sportiever onderstel, speciale kuipzetels, extra instrumenten, een sportstuur met aluminium spaken, bredere banden, verstralers en een dubbele zwarte streep over de flanken. Er zijn er weinig van verkocht, maar in rally’s (en op autobeurzen) waren ze een succes.
In navolging van de Opel 1200 uit 1958 werd in 1971 een tot op het bot uitgeklede versie tegen bodemprijs op de markt gebracht, vooral om de "vanaf" prijzen in de advertenties te drukken en om het gat met de Kadett te dichten. Zoals de T-Ford standaard zwart was, was deze Rekord altijd grijs. Zonder chroomlijsten, armsteunen, binnenverlichting, aansteker en asbak, passagierszonneklep, klokje en met een bekleding van zwart skai was dit een variant die alleen de boekhouder aantrekkelijk vond. Er zijn er weinig van verkocht en als klassieker zijn ze nog steeds niet erg gewild.
Van de Rekord C zijn drie modelvarianten gemaakt:
1966–1967: tweespakig stuurwiel, metaalkleurig dashboard met chroomranden, doorlopende voorbank op de standaardmodellen, thermostatisch geregelde kachel
1967–1969: driespakig stuurwiel, matzwart dashboard met chroomranden, kachelthermostaat vervallen
1968: GM-Straatsburg volautomatische drieversnellingsbak leverbaar, Olymat halfautomaat niet meer leverbaar
vanaf 1970: handrem tussen de voorstoelen in plaats van onder het dashboard, matzwart dashboard zonder chroom en met gewijzigde lay-out, gewijzigde deur- en stoelbekleding, wisselstroomdynamo, vinyldak leverbaar en stuurversnelling en drieversnellingsbak niet meer leverbaar
Nooit eerder of later zou een Rekordmodel zo goed verkopen als de C: maar liefst 1.276.000 exemplaren verlieten alleen al als Opel de poorten, en hier komen dan de vele Rekord C varianten nog bij die door GM zijn gebouwd als Holden, Ranger en Chevrolet. De Zuid-Afrikaanse Ranger was als CKD tot 1976 in assemblage in Zwitserland en België en werd ook in Nederland, zij het mondjesmaat, verkocht. De Australische Holden Brougham (sedan) en Holden Monaro (coupe) waren bij onze tegenvoeters net zo populair als de Rekord C waarvan zij waren afgeleid. Maar zijn oude dag sleet deze Duitser in Brazilië. Daar werd hij als Chevrolet Opala (een Opel met Chevrolet Impala motoren) tussen 1968 en 1992 nog eens 1.200.000 keer gebouwd door General Motors do Brasil.

## Rekord D (Rekord II) 1972
Er komt een tijd dat ook het goede niet meer aan de eisen des tijds voldoet en voor de Rekord C was dit in 1972 het geval. De concurrentie stond ook niet stil: de Audi 80 en Audi 100 waren voortreffelijke nieuwe wagens, Ford kwam met zijn mooie en ruime Taunus- en Granadalijnen uit, BMW introduceerde de 5-serie met superieure techniek. Het antwoord van Opel was de Rekord II (officieel natuurlijk D). Weg waren de hoge flanken en de Amerikaanse lijnen, verdwenen was de brede C-stijl en de concave achterruit. In plaats daarvan was de nieuwe Rekord D een slanke, gestroomlijnde en sportief ogende gezinsauto, weliswaar iets kleiner dan zijn voorganger maar nog altijd een royale vijfzitter. Voor het eerst had ook de windtunnel een rol gespeeld; de CW-waarde was laag en het windgeruis verdwenen.
De 1500 motor was niet meer leverbaar, de 1700 N werd de kleinste en zuinigste Rekordmotor. De klant had tot 1975 de keuze tussen stuur- en vloerschakeling. Het grote nieuws was de komst van de Opel 2100 cc dieselmotor.
Toen in 1964 de nieuwe benzinemotor uitkwam, hoopte Opel nog hetzelfde blok te kunnen gebruiken voor een dieselversie. Immers: het cilinderblok met vijf krukaslagers was sterk genoeg, dacht men. Helaas moest men dat idee na een aantal testfasen verwerpen; een diesel heeft echt heel wat meer te verduren dan een benzinemotor. Er werd een nieuw concept ontwikkeld, dat van 1969 tot 1972 werd getest, tot turbodiesels in omgebouwde Opel GT’s aan toe. Na een aantal competities voor dieselauto’s te hebben gewonnen waagde men de sprong en vanaf oktober 1972 stond de eerste Opel Rekord 2100 D in de prijslijsten. Gekozen was voor een Ricardo Comet V wervelkamerdiesel met Bosch lineaire inspuitpomp en een compressieverhouding van 1:22. De hogere cilinderkop maakte een bult op de motorkap nodig, dat was niet mooi, de motor had een wat knorrig karakter en de wagen was ook niet snel met zijn 60 pk, maar wel zuinig. Helaas bleken de Opel diesels minder duurzaam te zijn dan de doorwrochte Mercedes-Benz OM- en Peugeot Indenor diesels. Toch was de Opel een schot in de roos: in de energiecrisis van 1973 tot 1975 bood hij een zuinig alternatief en er werden er zo’n 70.000 afgeleverd.
Net als zijn voorganger waren de carrosserievarianten: tweedeurs, vierdeurs, coupé (geen hardtop maar met een b-stijl) en een stationwagen met drie of vijf deuren die traditiegetrouw "CarAvan" werd genoemd. Vrijwel al deze varianten waren dan weer te koop in een standaard- en L-versie, waarbij de laatste was opgesmukt met extra chroom, luxe bekleding, imitatiehout en in de coupéversie een achterbank bestaande uit twee kuipszetels en een middenarmsteun.
Met het verschijnen van de Rekord D kwam ook de Commodore B, nu naast de 2500 ook voorzien van 2800-cc-motoren. Met de 2800 GSE kon een top worden gereden van 210 km/u, het was de snelste “gezins” productieauto van zijn tijd, sneller zelfs dan de Diplomat Coupé van 1964 die een V8-motor van 5400 cc en 230 pk ter beschikking had.
De Rekord D verkocht 1.128.000 keer.

## Rekord E1 1977
In 1977 stond voor het laatst een echt nieuwe Rekord op de autotenstoonstelling IAA in Frankfurt. Intussen vierde Opel het feit dat het sinds 1897 de zestien miljoenste auto had geproduceerd. Voor de eerste miljoen had dat 42 jaar geduurd, voor de laatste miljoen dertien maanden.
De nieuwe Rekord stond op een verjongd onderstel: in plaats van de dwarstraverse met triangels waren nu moderne McPherson veerpoten en een dwarsstabilisator gemonteerd. Deze voorwielophanging was lichter, nam minder ruimte in en reageerde beter op slechte wegen. Dat kon niet worden gezegd van de inmiddels wat bedaagde starre achteras, die weliswaar een wat verbeterde ophanging kreeg maar nog altijd de neiging had om uit te breken op slecht wegdek. In de Rekord E stonden zeven motorvarianten ter beschikking: de 1.7 N, 1.9 N, 2.0 N, 2.0 S, 2.0 E, 2.1 D en 2.3 D. Ook de viercilinder was nu te koop met de Bosch L-Jetronic benzine-inspuiting waarmee de alweer 15 jaar oude Opelmotor 110 pk leverde bij een gering verbruik van 1:11 gemiddeld.
De Rekord E kon worden besteld in een "Berlina" uitvoering, die standaard alle opties had en daarbovenop velours stoelbekleding en tapijt, dat alles in fraaie kleuren.
De Commodore-reeks was intussen een model met een eigen gezicht geworden. De carrosserie bleef grotendeels gelijk aan de Rekord, maar de neus was gelijkend met de Senator en de Monza welke tevens hetzelfde platform deelde met de Rekord. De verkopen vielen echter zo tegen dat bij de facelift van de Senator in 1982 besloten werd de Commodore helemaal te schrappen.

## Rekord E2 1982
In 1982 werd de Rekord E nog eenmaal onder handen genomen. De laatste Rekord kreeg een minder hoekige carrosserie die meer paste in de rest van de modellenreeks. Elektronica deed zijn intrede in de vorm van een, zij het eenvoudige, boordcomputer die de ontsteking en (bij de E-motoren) de injectie regelde.
In 1986 werd de Rekord afgelost door de geheel nieuw ontwikkelde Omega, die prompt "auto van het jaar" werd, een titel die de Rekord nooit ten deel was gevallen. Een tijdperk was voorbij, in totaal waren ruim tien miljoen auto’s onder de naam Rekord verkocht, van de spaarzame en karige versies in 1953 tot de ruime, luxe en snelle versies van de laatste decennia.

## Modellengalerij

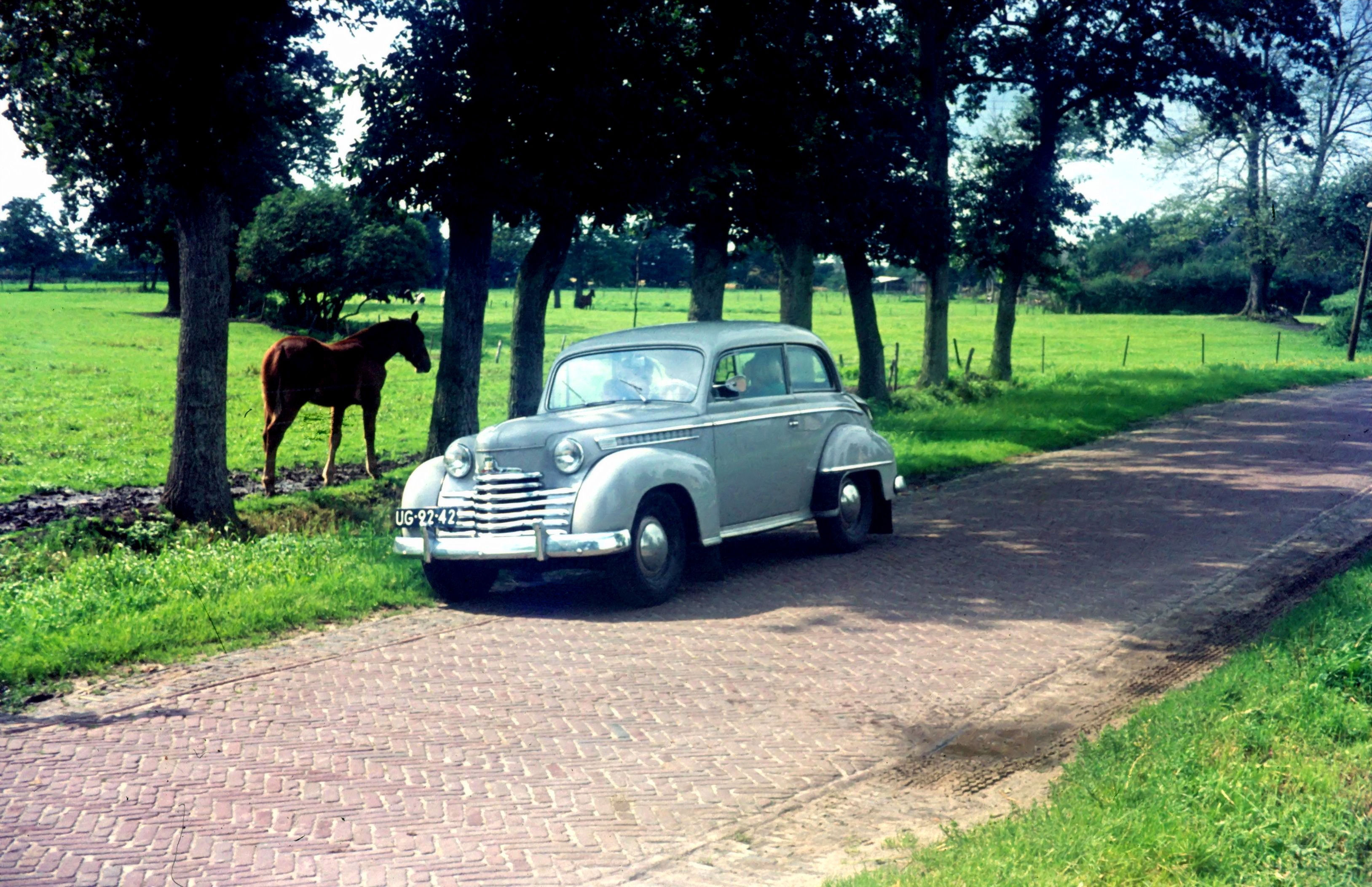
Opel Olympia
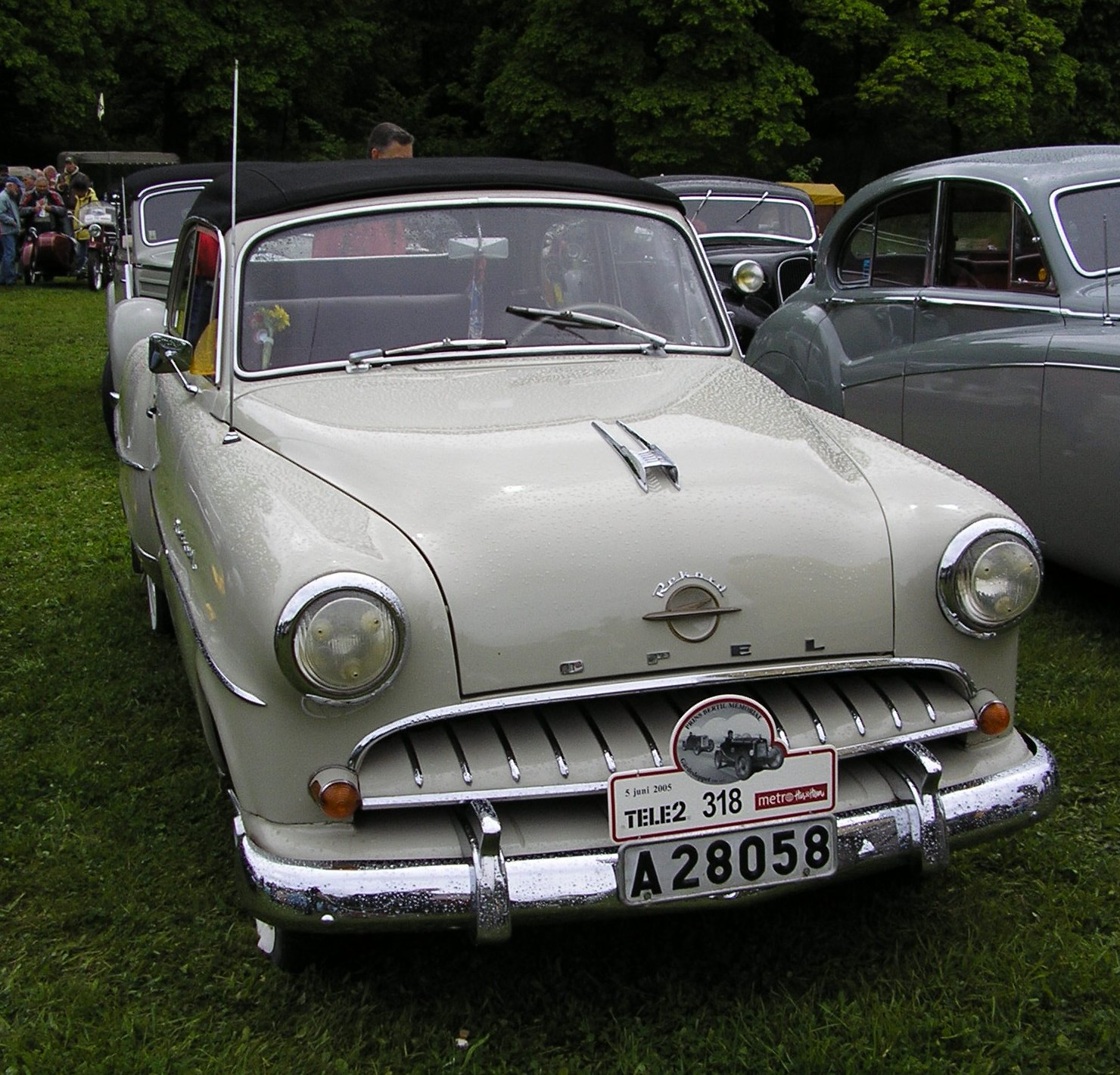
Opel Olympia Rekord
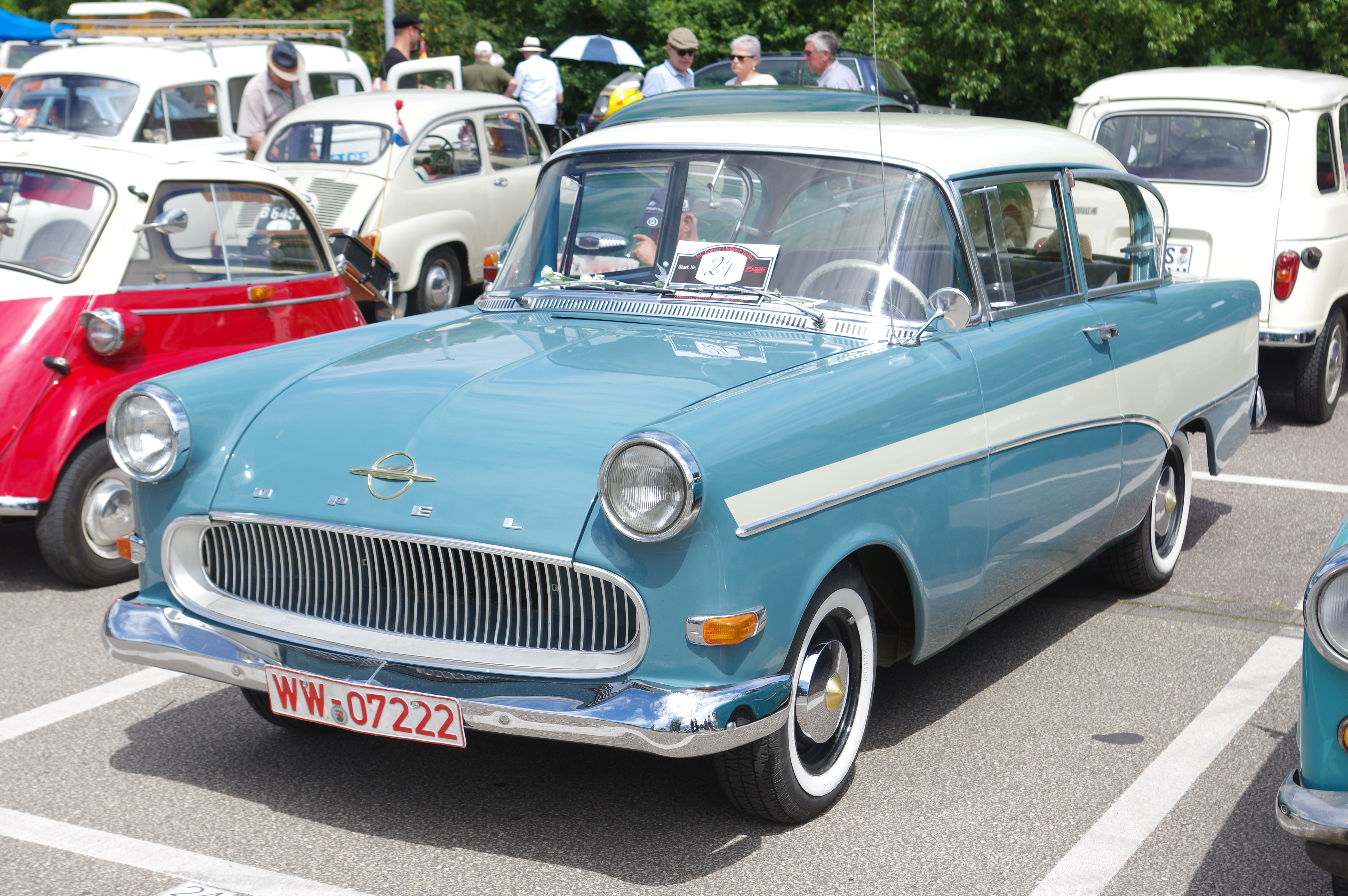
Opel Rekord P1
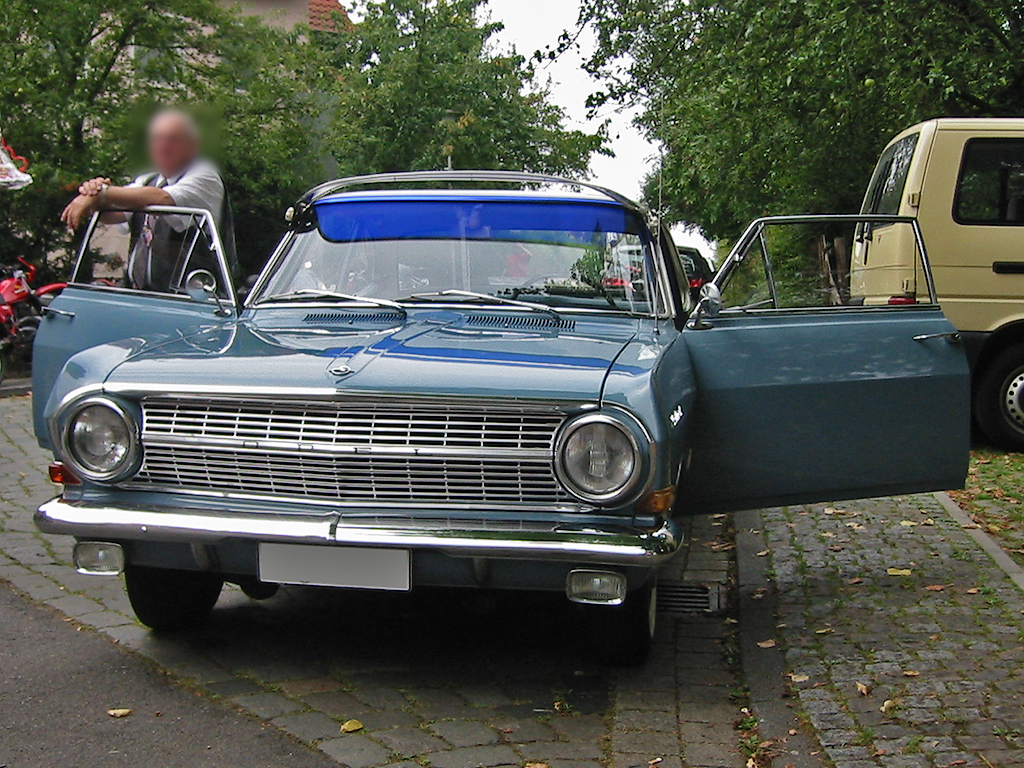
Opel Rekord A
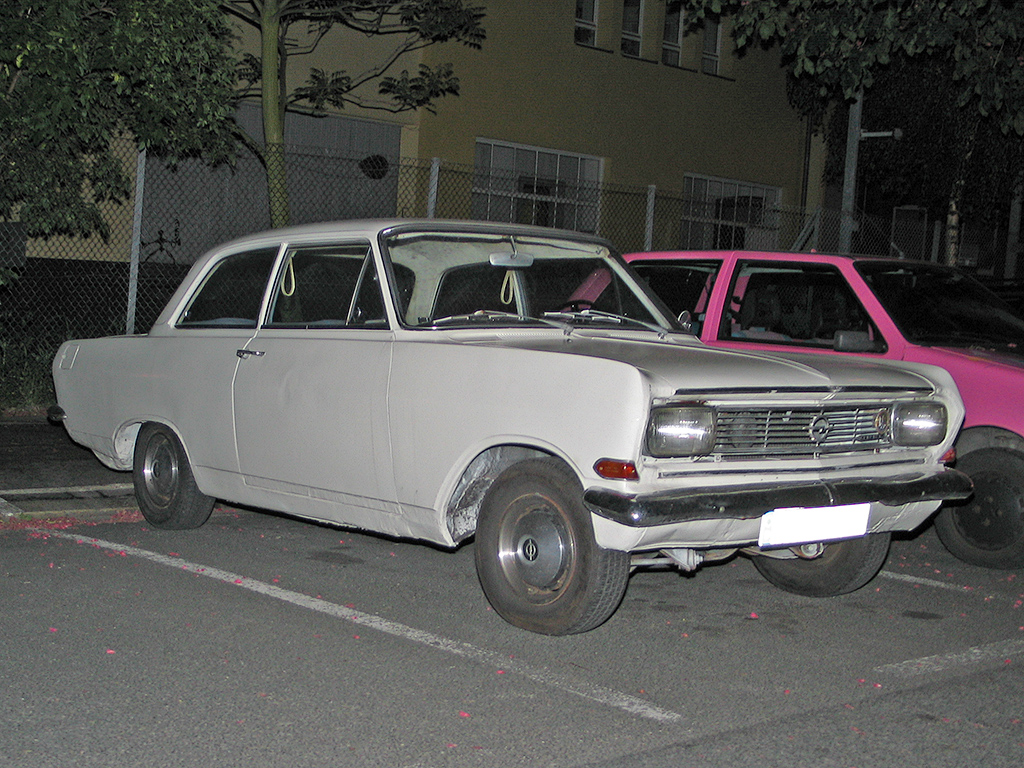
Opel Rekord B
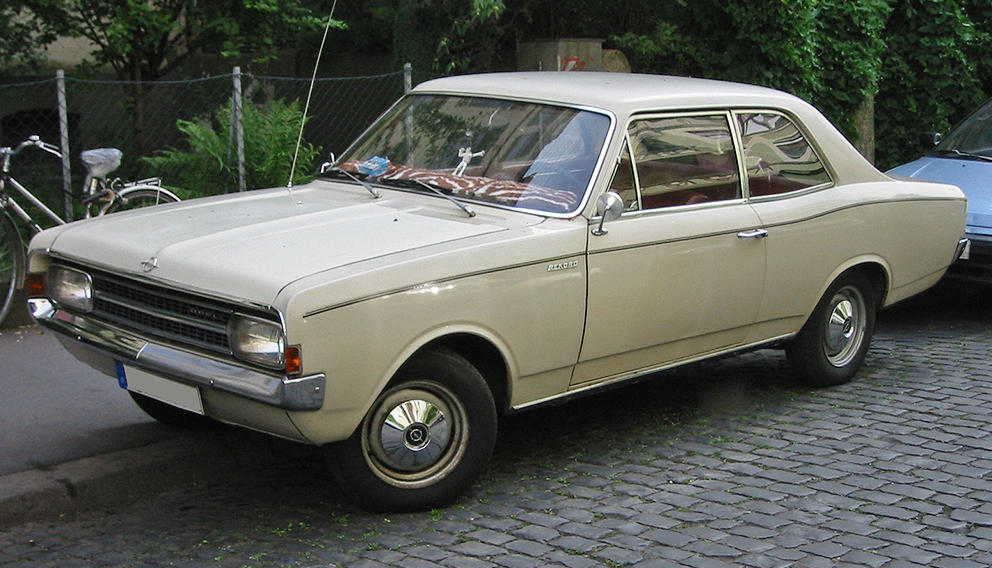
Opel Rekord C
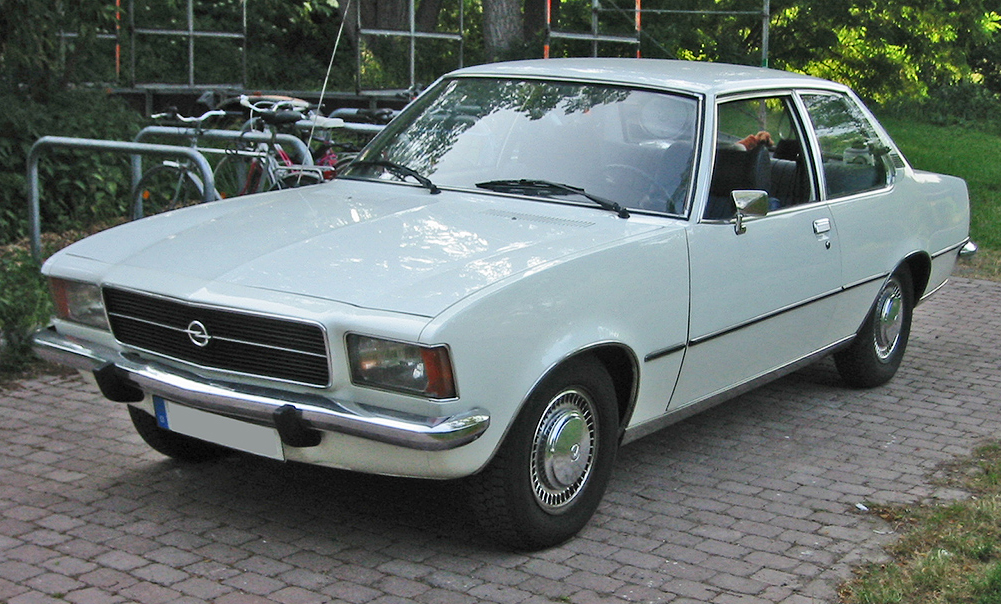
Opel Rekord D
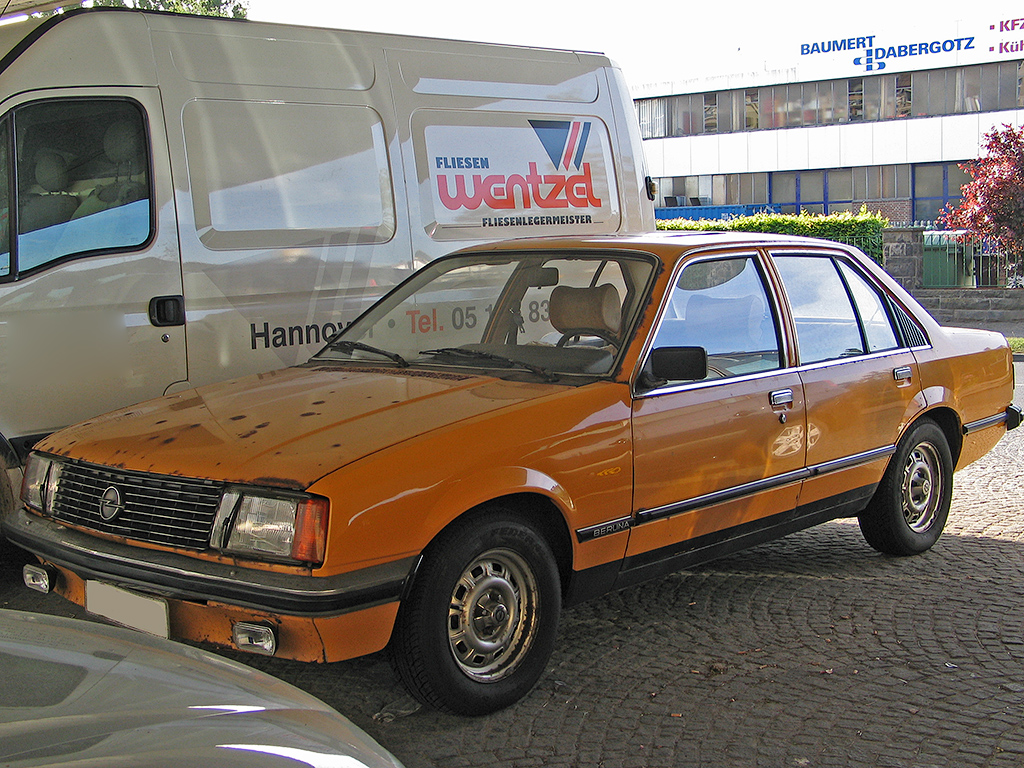
Opel Rekord E1
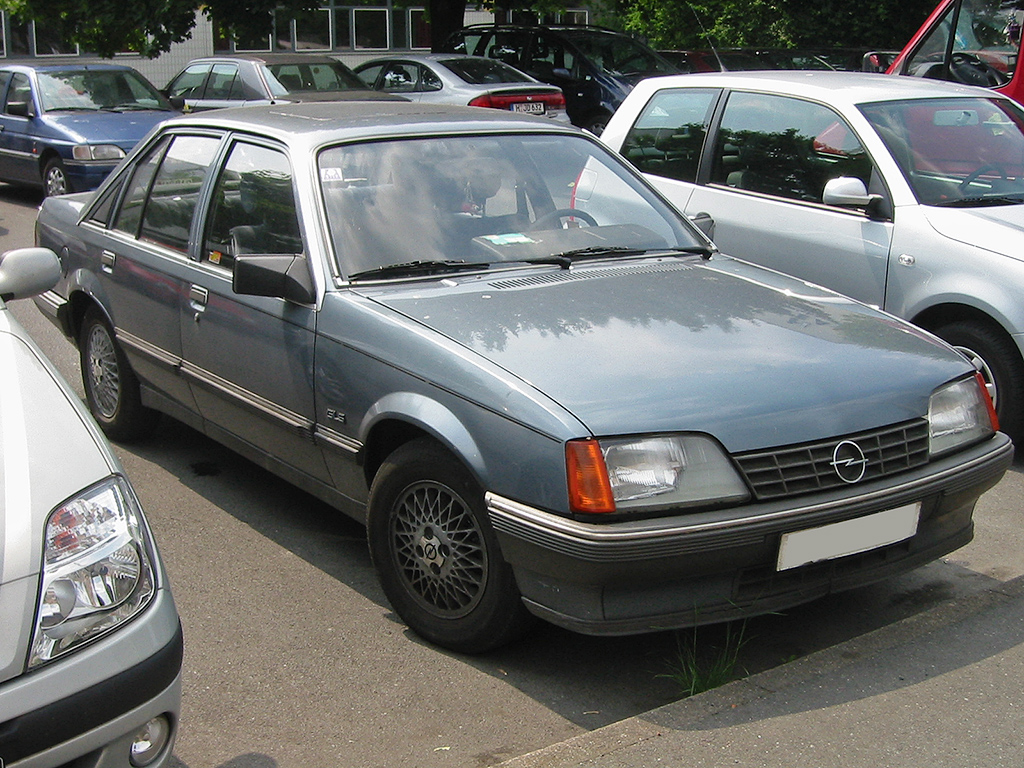
Opel Rekord E2